# Eoacanthocephala
Eoacanthocephala, razred parazitskih crva bodljikavih glava ili kukaša (Acanthocephala). Sastoji se od dva reda oko 250 vrsta, to su. Gyracanthocephala (98 vrsta) i Neoechinorhynchida (oko 150 vrsta).
Ovi crvi žive u hladnokrvnim (poikilotermi) vodenim životinjama, kao što su kornjače i ribe.